# Persische Weide
Die Persische Weide (Salix aegyptiaca) ist ein großer Strauch oder kleiner Baum aus der Gattung der Weiden (Salix) mit roten und in den ersten beiden Jahren filzig behaarten Zweigen und bis zu 15 Zentimeter langen Blättern. Das natürliche Verbreitungsgebiet der Art liegt im Kaukasus und in Westasien. Sie wird in vielen Ländern kultiviert.

## Beschreibung

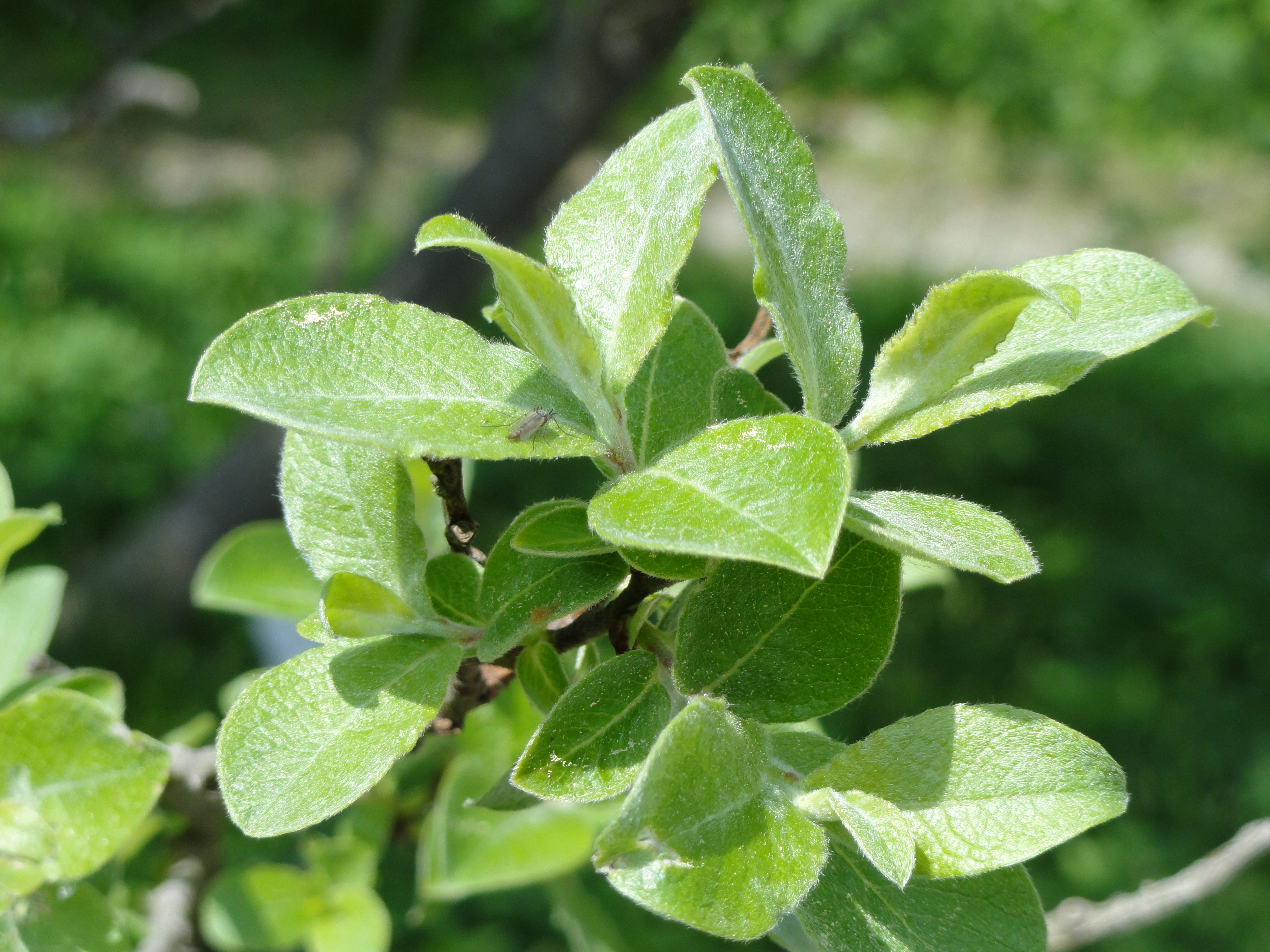
Blätter

Die Persische Weide ist ein 2,5 bis 10 Meter hoher Strauch oder Baum mit gestreiftem Holz. Die Zweige sind dick, rot, bis in das zweite Jahr graufilzig behaart und später kahl. Die Blütenknospen sind eiförmig, 6 bis 9 Millimeter lang, 4 bis 6 Millimeter im Durchmesser, stumpf oder kurz zugespitzt. Die Laubblätter haben 1,5 bis 6 Millimeter lange, nierenförmige oder halbherzförmige Nebenblätter, die früh abfallen. Der Blattstiel ist 4 bis 12 Millimeter lang. Die Blattspreite ist 5 bis 15 Zentimeter lang, 3 bis 6 Zentimeter breit, verkehrt-eiförmig bis elliptisch-lanzettlich, meist halb so breit wie lang, mit spitzem oder stumpfem Ende, abgerundeter bis breit keilförmiger Basis und mehr oder weniger welligem und unregelmäßig gezähntem Blattrand. Es werden 15 Nervenpaare gebildet. Beide Seiten sind anfangs behaart, die Oberseite verkahlt später und ist dann glänzend grün. Die Unterseite ist blaugrün und angepresst grau behaart.
Die zahlreichen Kätzchen sind bis zu 8 Zentimeter lang, zylindrisch bis eiförmig, sitzend und dicht zottig behaart. Sie erscheinen schon vor dem Blattaustrieb. Die Tragblätter sind seidig behaart, 2 bis 3,5 Millimeter lang und 1,5 bis 3 Millimeter breit. Männliche Blüten haben zwei Staubblätter mit 7 bis 10 Millimeter langen, etwa bis zur Hälfte verwachsenen und an der Basis behaarten Staubfäden. Der Fruchtknoten weiblicher Blüten ist gestielt und schwach behaart. Die Persische Weide blüht von März bis April.

## Vorkommen und Standortansprüche
Das natürliche Verbreitungsgebiet liegt in gemäßigten Gebieten im Norden des Iran und Irak, im Südosten der Türkei und in Aserbaidschan. Andere Quellen geben auch den Nordosten Griechenlands und Israel als Verbreitungsgebiet an. Sie wird in Ägypten, im Irak, in Afghanistan und Pakistan und in anderen Ländern kultiviert. Die Art wächst in Auen- und Ufergehölzen auf frischen bis feuchten, sauren bis neutralen, sandig-kiesigen Böden an sonnigen Standorten. Die Art ist wärmeliebend und meist frosthart.

## Systematik
Die Persische Weide (Salix aegyptiaca) ist eine Art aus der Gattung der Weiden (Salix) in der Familie der Weidengewächse (Salicaceae). Die Art wurde 1759 von Carl von Linné erstmals wissenschaftlich beschrieben. Der Gattungsname Salix stammt aus dem Lateinischen und wurde schon von den Römern für verschiedene Weidenarten verwendet. Das Artepitheton aegyptiaca verweist auf das Land Ägypten, obwohl die Weide dort nicht heimisch ist. Ein Synonym der Art ist Salix medemii Boiss.

## Verwendung
Das Holz der Persischen Weide wird selten genutzt. Sie wird manchmal wegen der dekorativen Blüten als Zierstrauch verwendet.

## Nachweise